# Kam Shūr
Kam Shūr (persiska: کم شور) är en ort i Iran.   Den ligger i provinsen Kermanshah, i den nordvästra delen av landet, 400 km väster om huvudstaden Teheran. Kam Shūr ligger 1 708 meter över havet och antalet invånare är 354.
Terrängen runt Kam Shūr är lite bergig. Runt Kam Shūr är det ganska tätbefolkat, med 149 invånare per kvadratkilometer. Närmaste större samhälle är Kāmyārān, 17,6 km väster om Kam Shūr. Trakten runt Kam Shūr består till största delen av jordbruksmark.